# Маріанна Надь
Маріанна Надь (угор. Nagy Marianna; 13 січня 1929, Сомбатгей, Угорщина — 3 травня 2011) — угорська фігуристка, яка виступала в парному розряді.

## Спортивна кар'єра
У парі зі своїм братом Ласло Надем вони стали дворазовими бронзовими призерами зимових Олімпійських ігор в Осло та Кортіна-д'Ампеццо, дворазова чемпіонка Європи 1950 і 1955 років, а також триразовими бронзовими призерками чемпіонату світу та восьмиразовими чемпіонами Угорщини 1950—1958 років. Учасниця зимових Олімпійських ігор 1948 року.

## Результати виступів
| Змагання           | 1948 | 1949 | 1950 | 1951 | 1952 | 1953 | 1954 | 1955 | 1956 | 1957 | 1958 |
| ------------------ | ---- | ---- | ---- | ---- | ---- | ---- | ---- | ---- | ---- | ---- | ---- |
| Олімпійські ігри   | 7    |      |      |      | 3    |      |      |      | 3    |      |      |
| Чемпіонат світу    | 7    | 4    | 3    |      |      | 3    |      | 3    |      |      | 7    |
| Чемпіонат Європи   |      | 2    | 1    |      | 3    | 2    |      | 1    | 2    | 2    | 4    |
| Чемпіонат Угорщини |      |      | 1    | 1    | 1    |      | 1    | 1    | 1    | 1    | 1    |